# Графіка
Гра́фіка (нім. Graphik, від грец. γραφικός — «написаний») — вид образотворчого мистецтва, для якого характерна перевага ліній і штрихів, використання контрастів білого та чорного та менше, ніж у живописі, використання кольору. Твори можуть мати як монохромну, так і поліхромну гаму.
Графічний — виконаний у стилі графіки.
Графіка поділяється на такі різновиди:
- станкова — твори, що мають самостійний характер
- прикладна: книжкова та газетно-журнальна
- плакатна
- промислова
- архітектурна

## Історія графіки

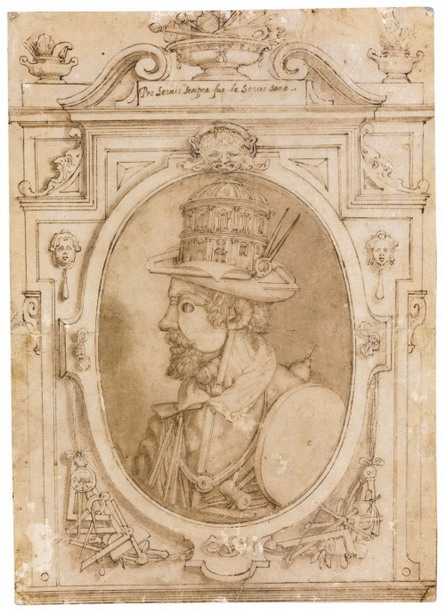
Послідовник Джузеппе Арчімбольдо. "Вигаданий портрет Мікеланджело Буонарроті ", кінець 16 ст.

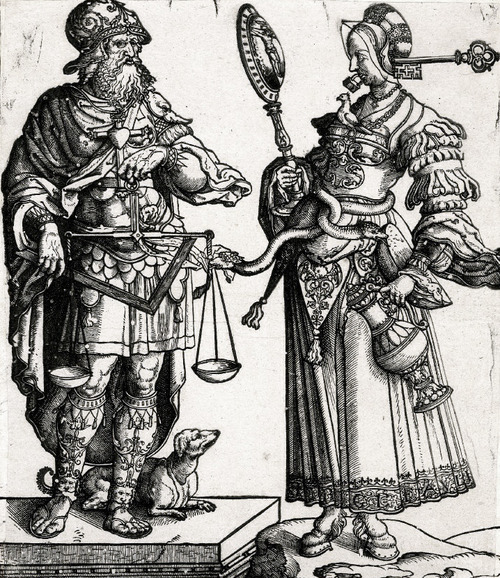
Корнеліс Антоніс (бл. 1505—1553). Алегорія чоловічої і жіночої мудрості, 1530 р.

Графіка — різновид мистецтва, назва якого походить від грецького слова, що в перекладі означає «пишу, дряпаю, малюю». Графіку можна вважати основою всіх образотворчих мистецтв. Адже основним засобом створення художнього образу у графіці виступає найпростіший для людини спосіб відтворення побаченого — лінія, штрих, які творять контур предмету або фігури.
З-поміж якого, малюнок — це найдавніший вид графіки, з нього і починається зародження образотворчого мистецтва. Найтрадиційнішим різновидом графіки й досі залишається малюнок. Витоки малюнку можна знайти у наскельному живописі неоліту, у античному вазописі, середньовічній мініатюрі. Основою для малюнку слугували вологий пісок, пласке каміння, волога глина.
З часом малюнки перенесли на керамічні вироби і тканини.
У Стародавній Греції головними виразними якостями графіки були лінії і силуети (античний чорнофігурний вазопис, червонофігурний вазопис). З епохи Відродження малюнок набуває самостійного значення у формі ескізів, альбомних замальовок, етюдів, які виконуються із застосуванням багатьох засобів: олівця, вугілля, крейди, сангіни, пера, пензликів і різних сортів чорнил, туші, акварелі.
Ускладнення графіки йшло разом з винаходом нових фарб — акварелі, гуаші, пастелі, темпери. Хоча у використанні цих фарб певну роль відіграє колорит, а також можливість використання багатьох фарб, що не притаманно первісній графіці.
З часом ускладнилися засоби друкованої графіки — офорт, літографія, ліногравюра тощо.
Інший різновид графіки — гравюра або естамп (станкова графіка). Це вид графіки, в якому зображення є друкованим відбитком рельєфного малюнку, що виконується художником на тому чи іншому матеріалі. Існує дуже багато різновидів гравюри. Це гравюра на дереві та лінолеумі (ксилографія та ліногравюра), гравюра на металі, пунктирна манера, м'який лак, суха голка, офорт, літографія. При цьому висока художня вартість віртуозно виконаних малюнків не втратилася. Це довели дорогоцінні малюнки геніїв від італійського Відродження і бароко до майстрів сучасності (малюнки Леонардо да Вінчі, Боттічеллі, Рафаеля, Мікеланджело, Босха і Грюневальда, Рембрандта, архітектора Баженова, Едуара Мане, Родена, Павла Коріна, Дмитра Жилінського, київського графіка Сергія Конончука).

## Приклади давньогрецької графіки

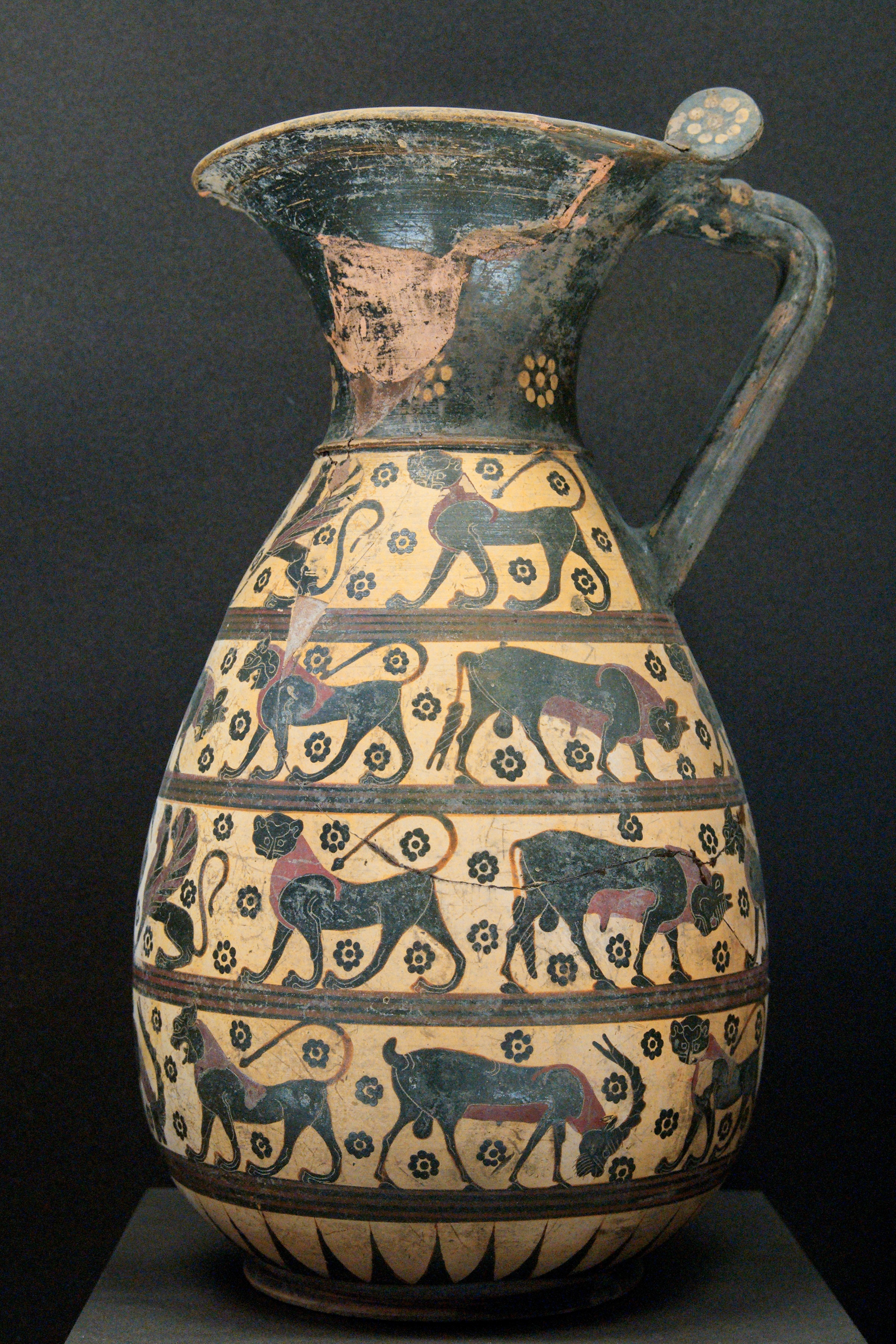
Грецька ольпа з тваринами, орієнталізуючий стиль, Лувр, Париж.
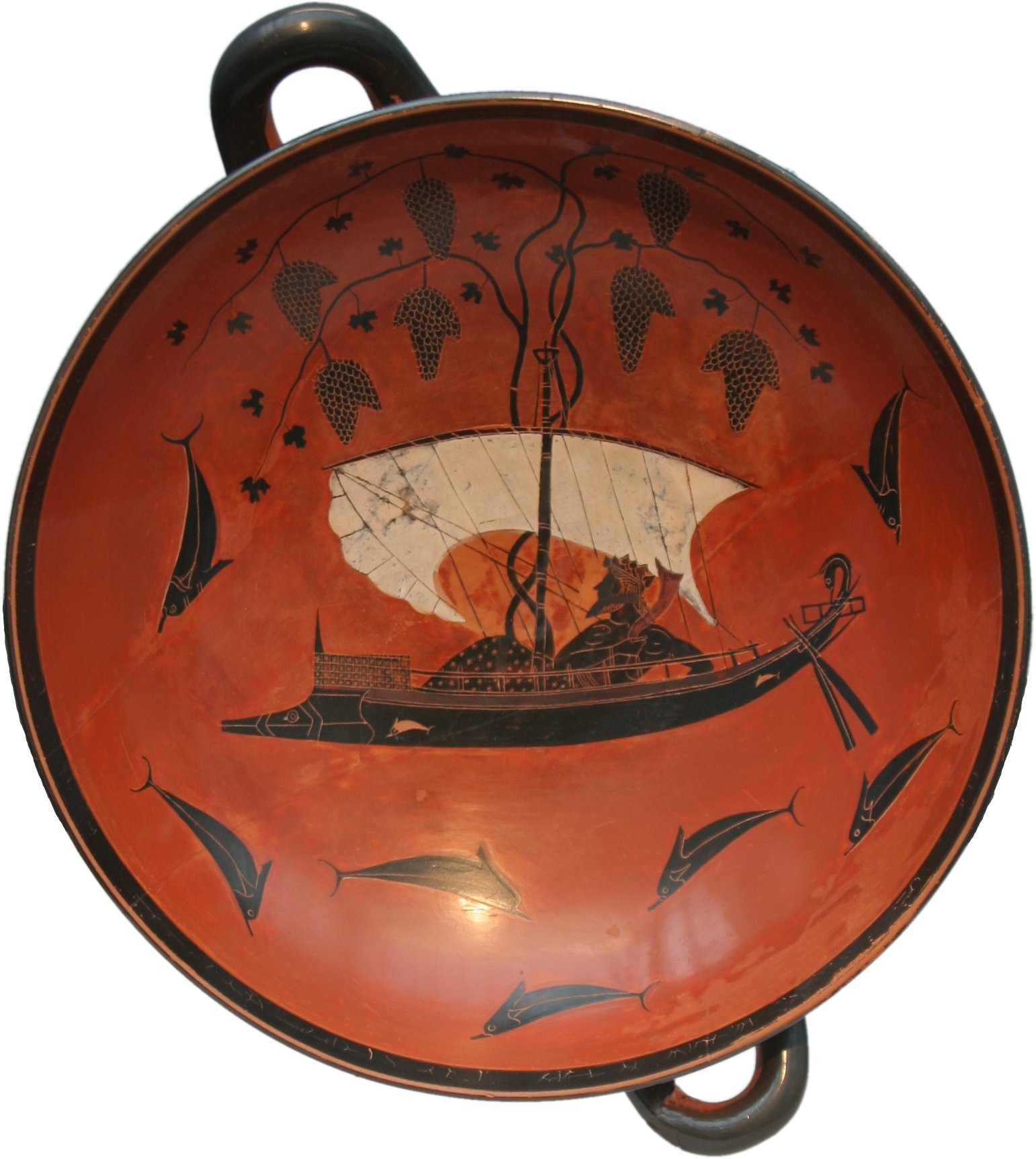
Чаша з очима «Діоніс на кораблі піратів», вазописець Ексекій.
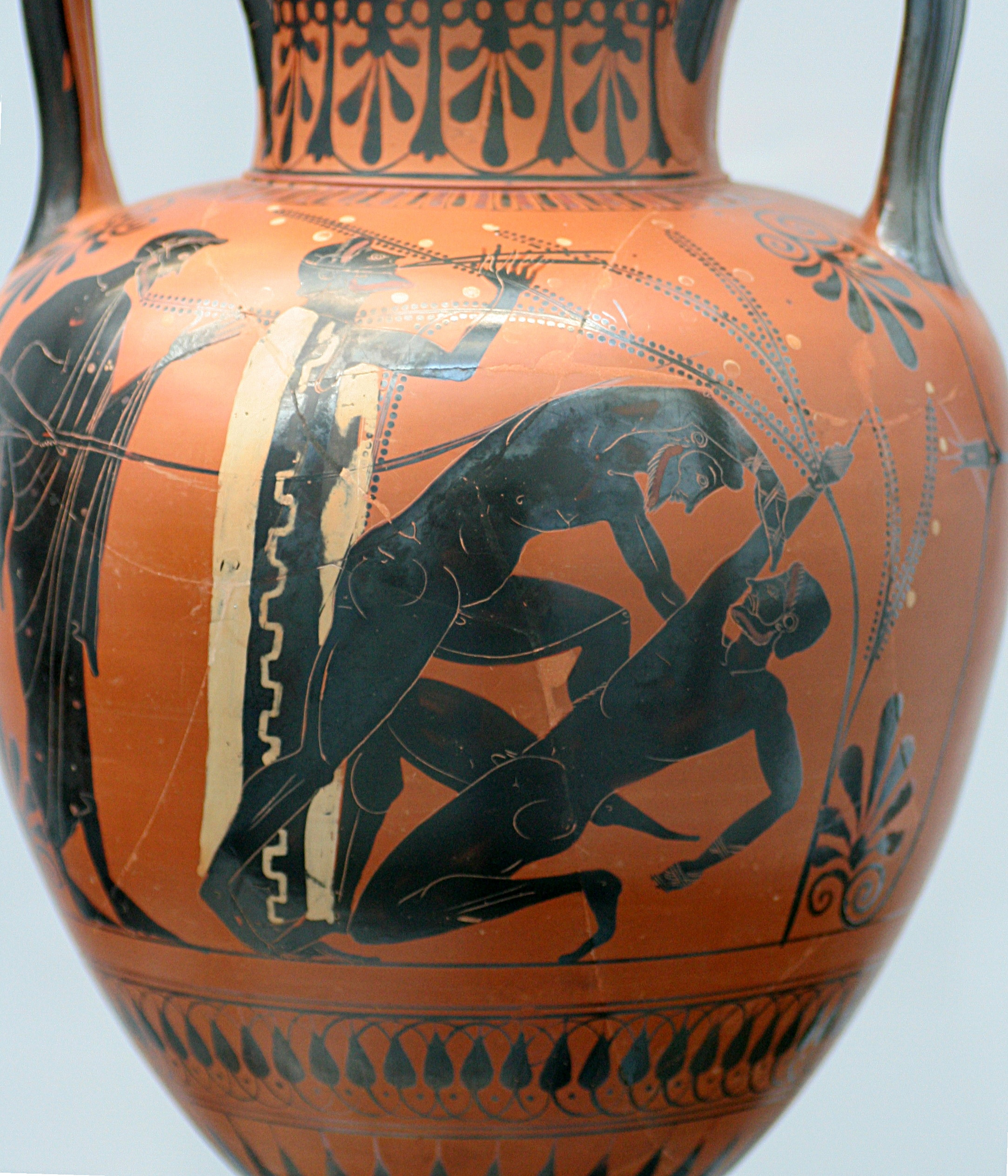
Чорнофігурна амфора з Аттики, Стародавня Греція. Борець з тренером.
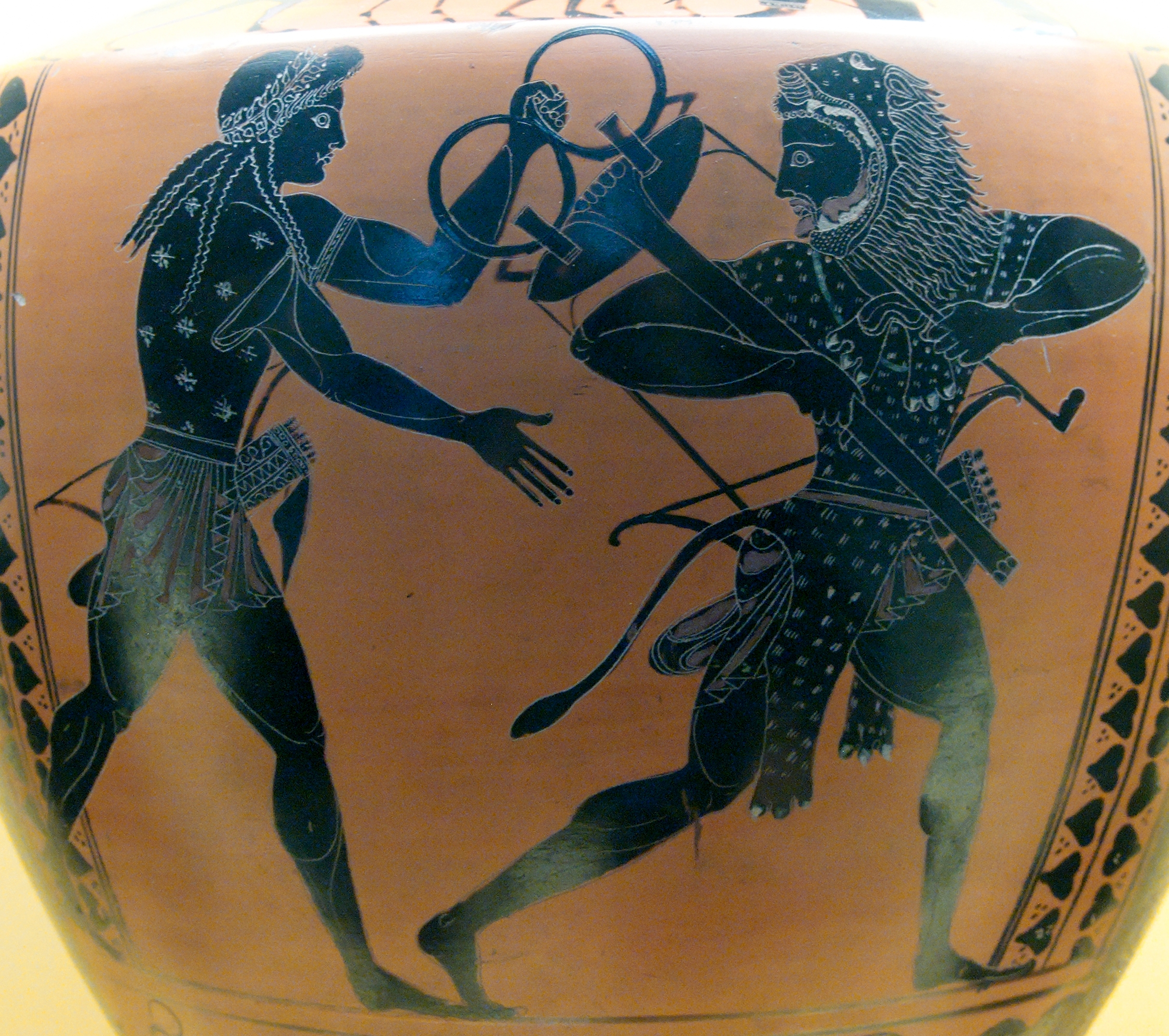
Аполлон і Геракл з дельфійським вівтарем-триногою, чорнофігурний вазопис , гідрія, бл. 520 р. до н.е., Національний археологічний музей Іспанії

## Малюнки майстрів Відродження

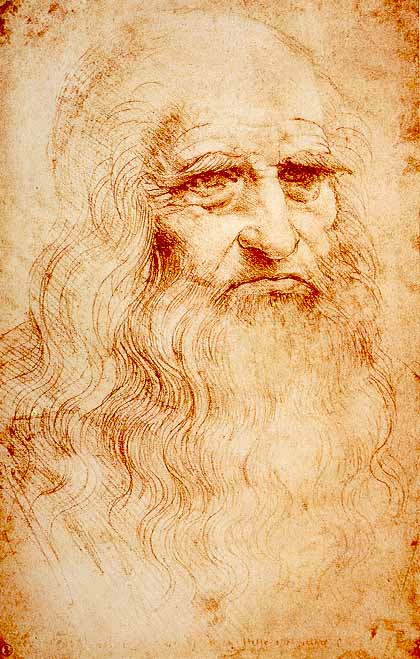
Автопортрет Леонардо да Вінчі
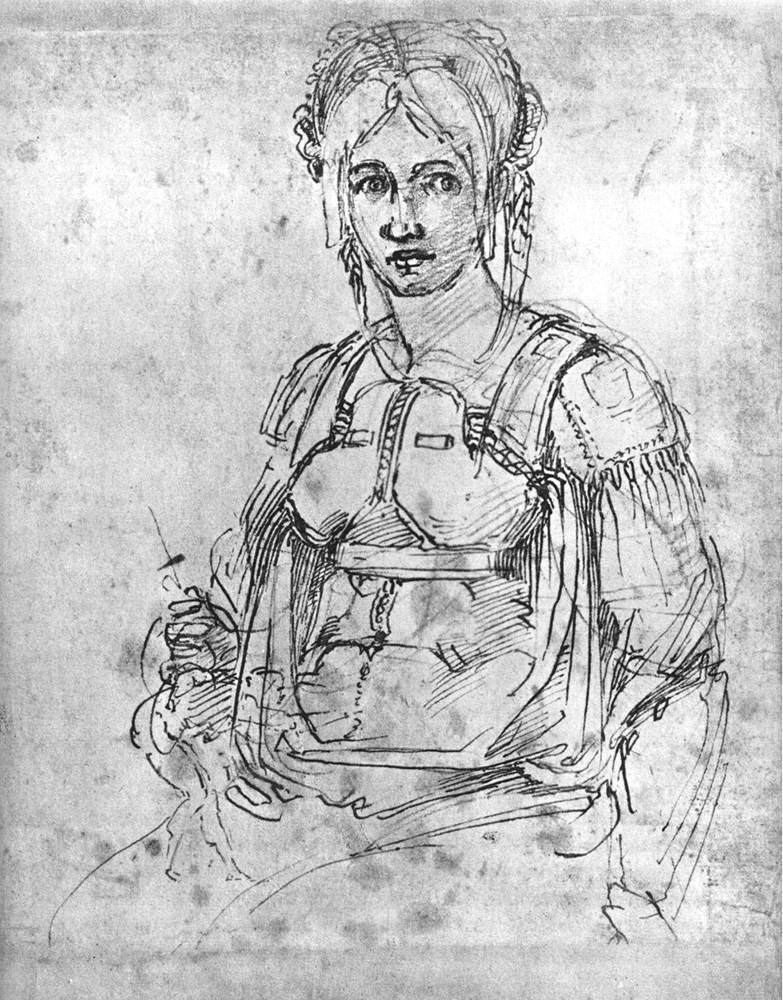
Малюнок Мікеланджело (Вітторія Колонна ?)
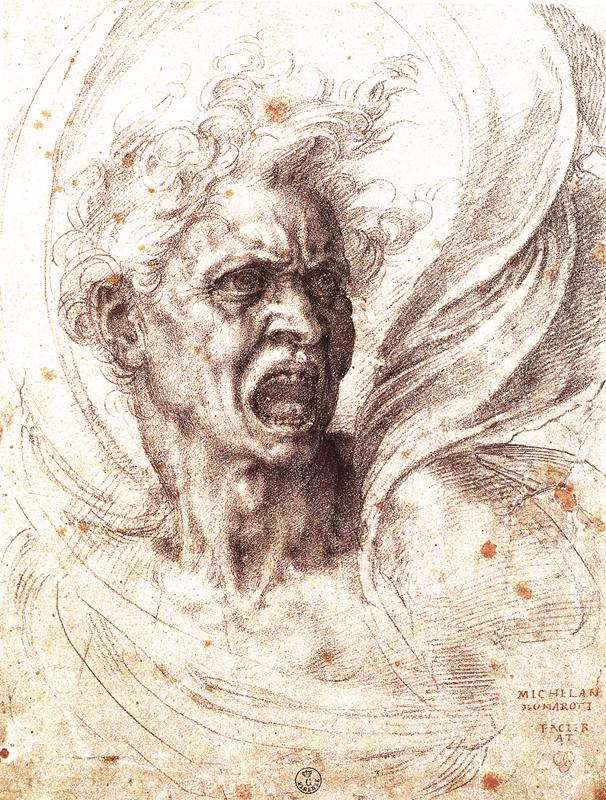
Мікеланджело Буонарроті, до фігури «проклята душа», бл. 1525 р., Уффіці,  Флоренція
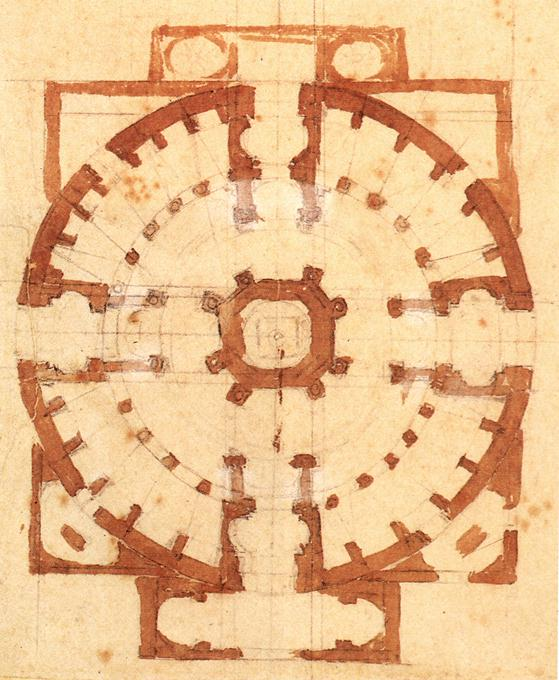
Мікеланджело, план центричної споруди, каза Буонарротті, Флоренція

## Зразки офортів Франсіско Гої

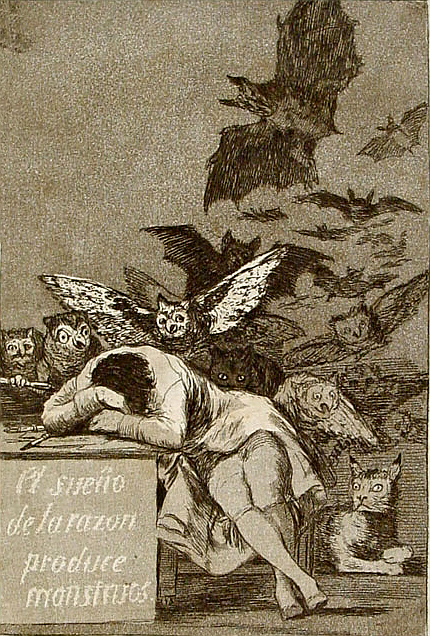
Сон розуму породжує чудовиська
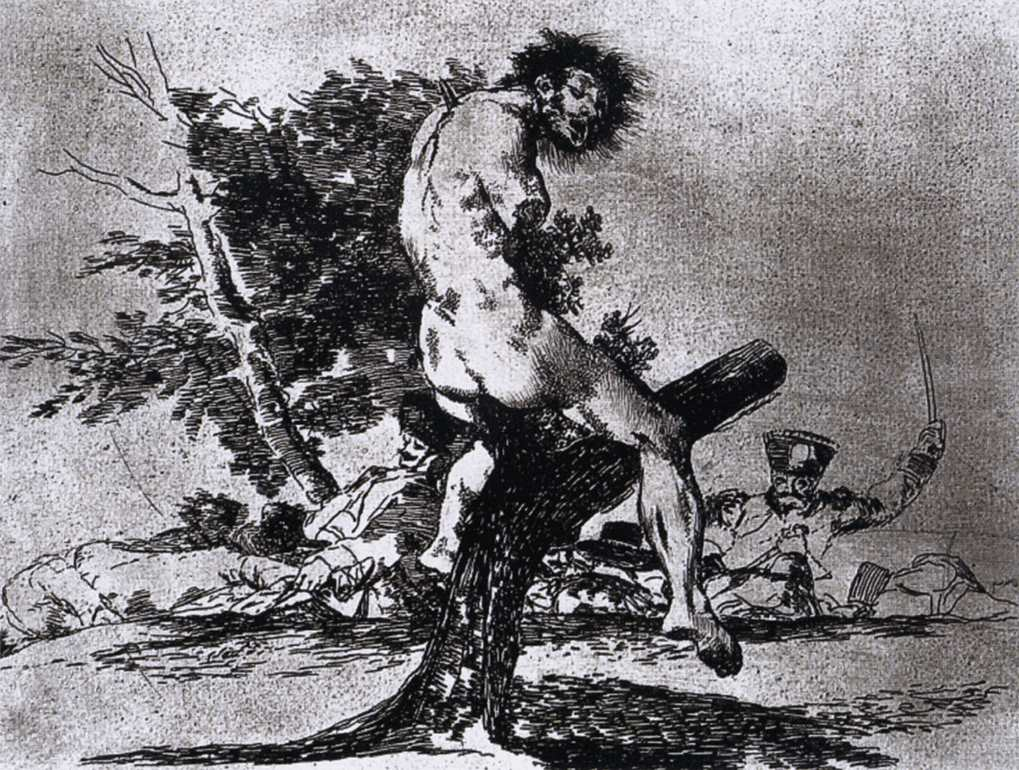
Злочини війни
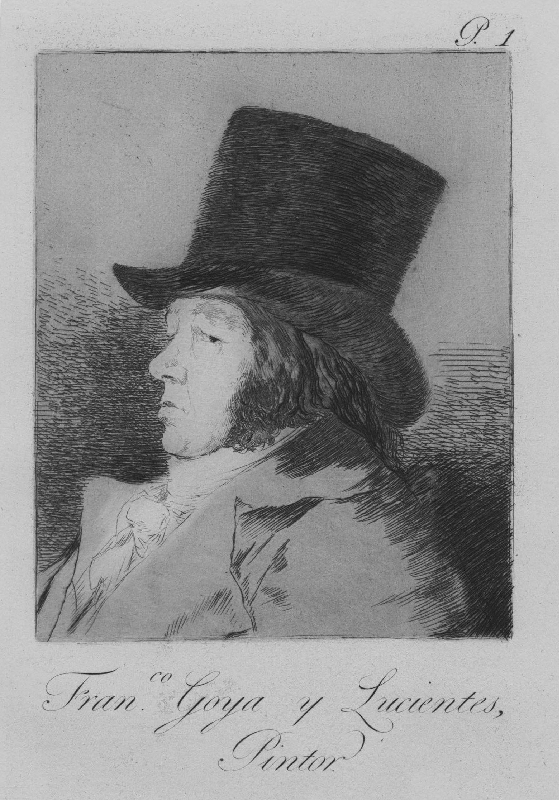
Автопортрет

## Графіка майстрів Франції 19 ст

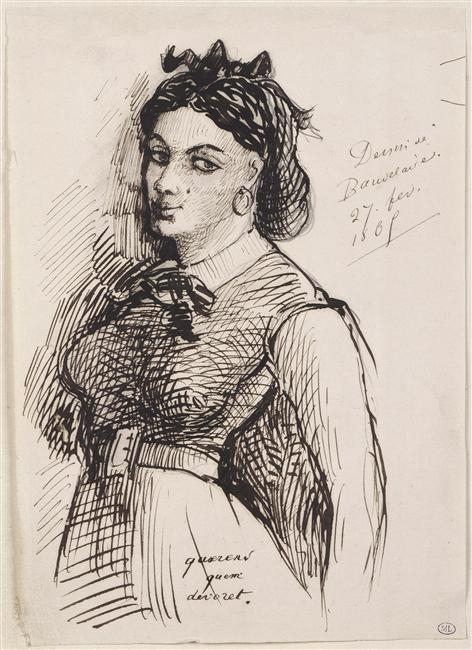
Жанна Дюваль, акторка і кохана Бодлера. Малюнок Бодлера
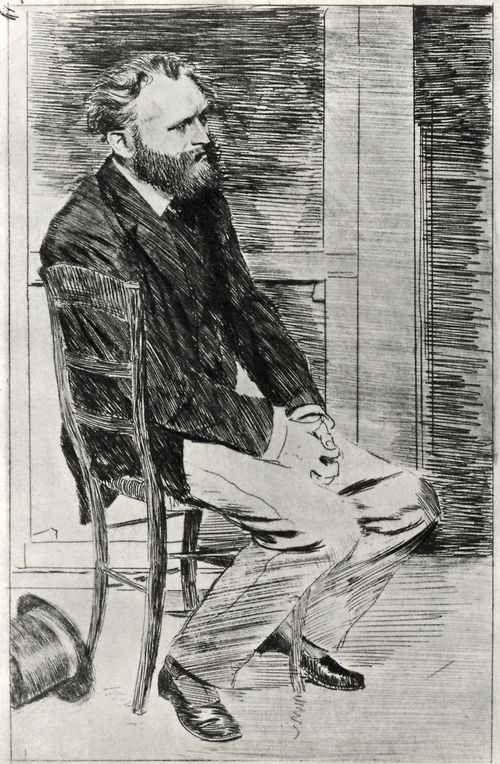
Офорт Е. Дега, портрет художника Едуарда Мане
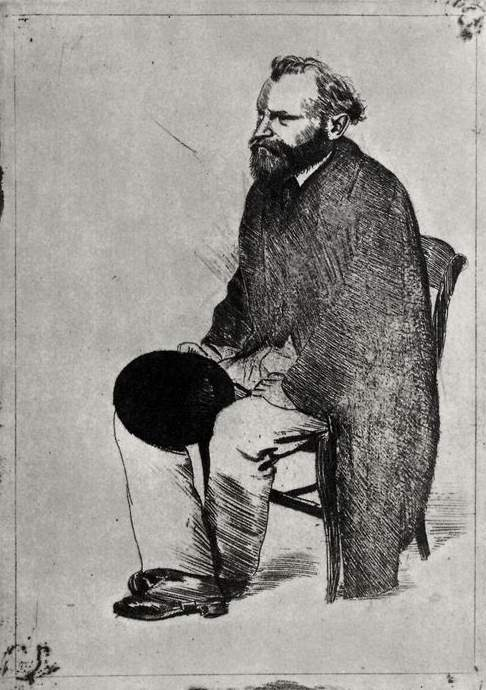
Дега, ще один офорт з портретом Мане
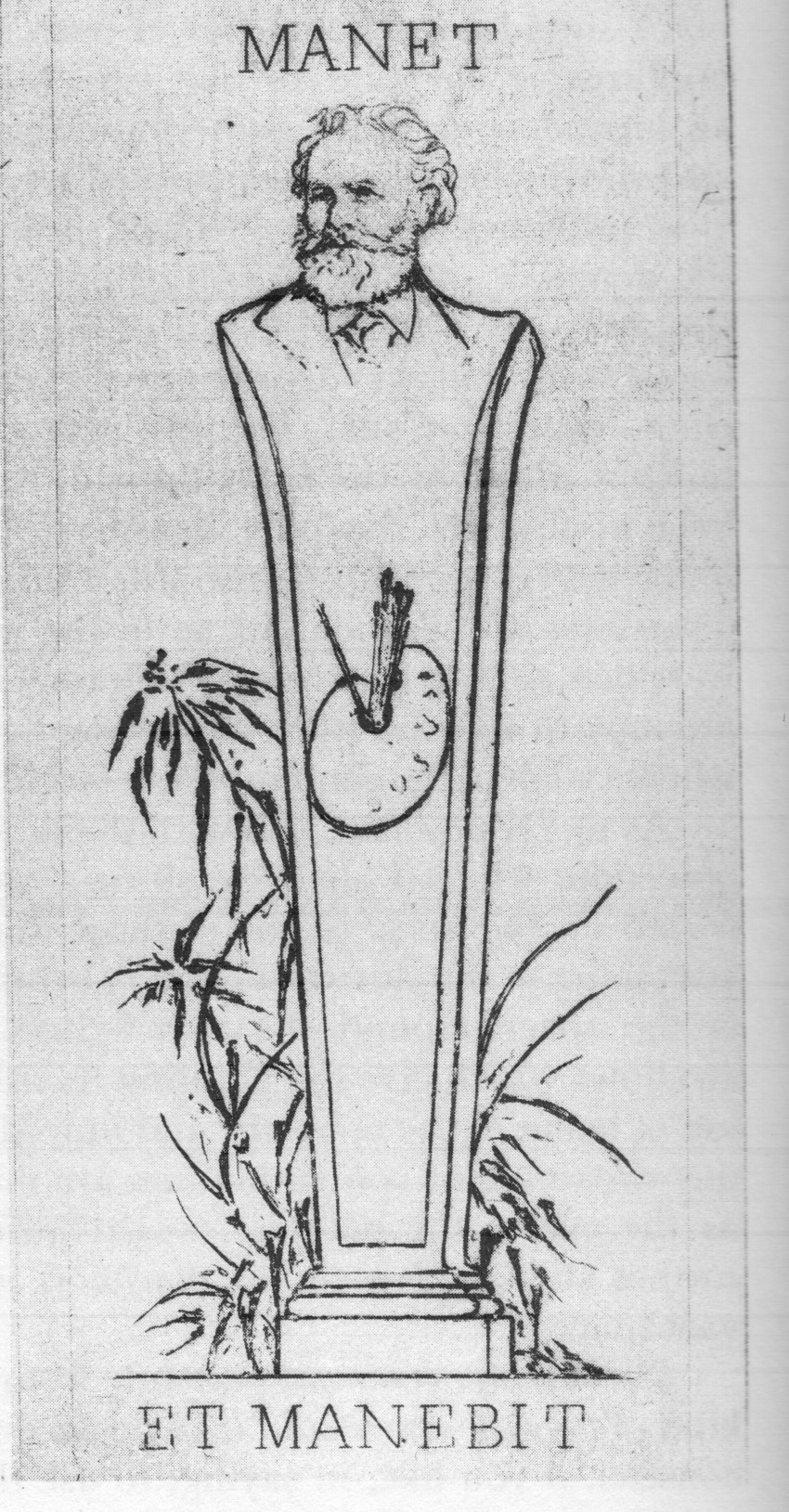
Худ. Бракмон (Bracquemond), екслібрис для бібліотеки Едуарда Мане, гравюра

## Українська графіка (20 ст.)

Перевальський Василь Євдокимович, «Памва Беринда», дереворит
Сергій Конончук. «Дощ, дощ, дощ…», 1934, Туш, пензель
Сергій Конончук. «Кіт», 1937, Туш, перо

## Макс Клінгер. Графічний цикл «Кохання» (друк1903р.)

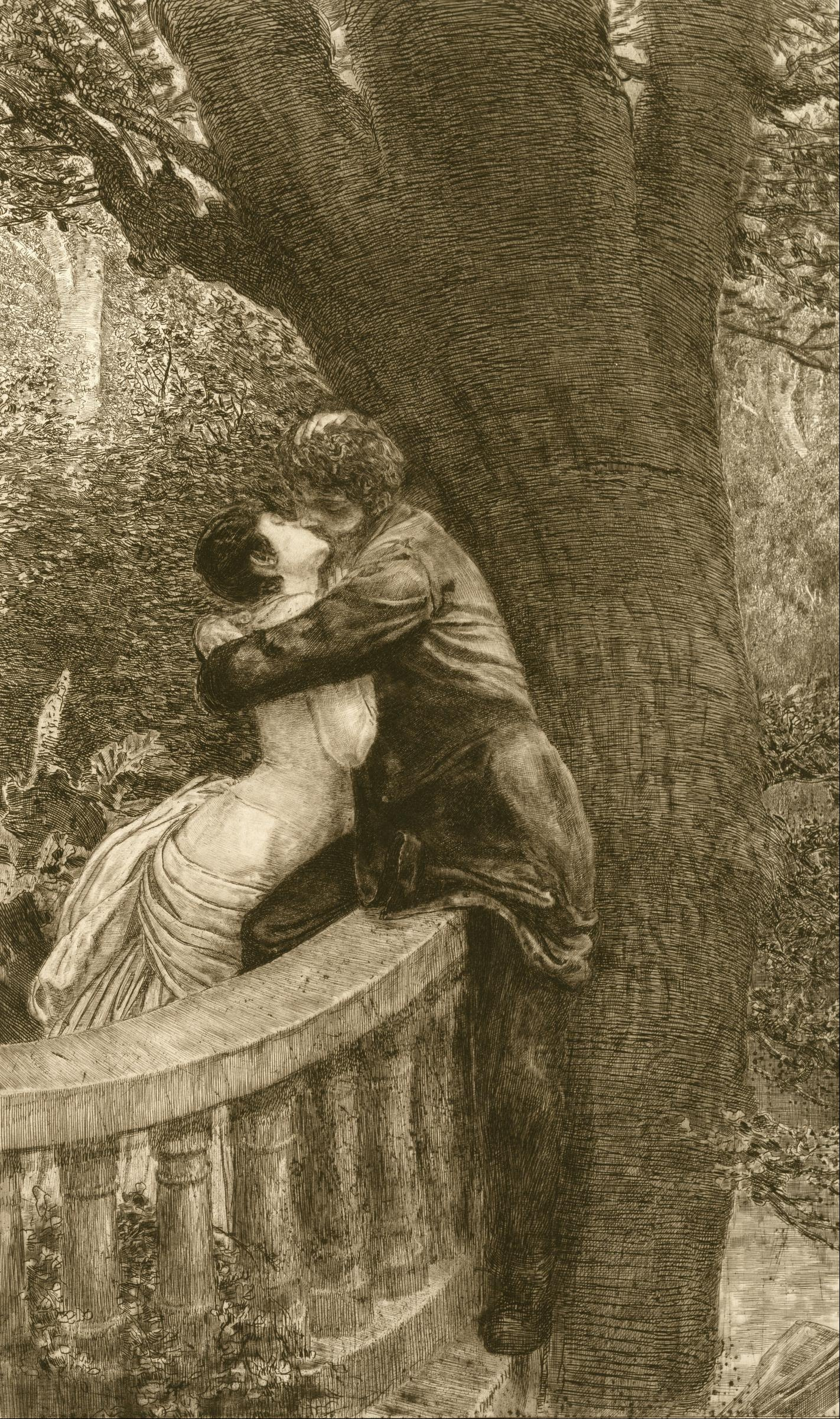
Поцілунок
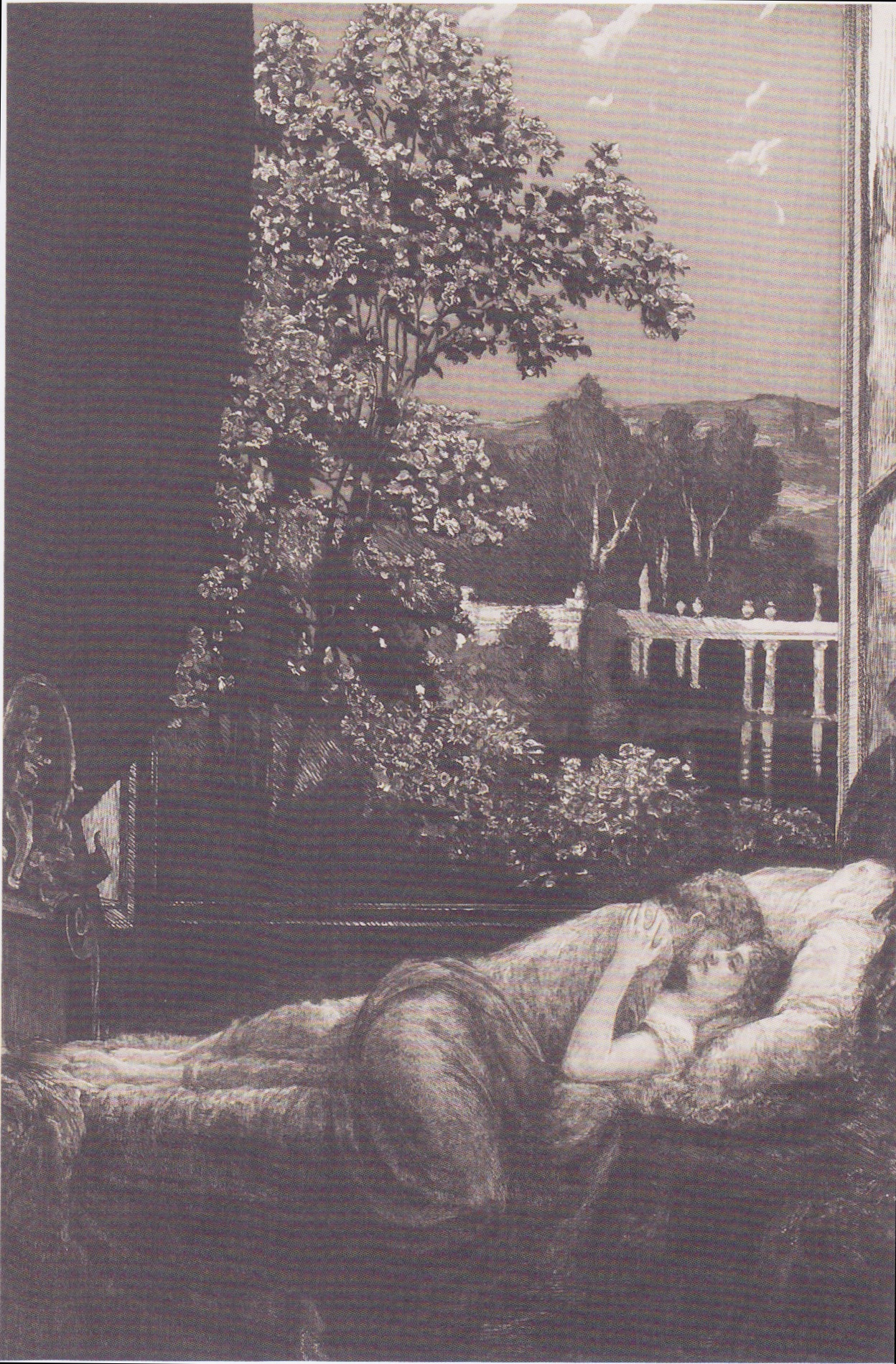
Ніч кохання
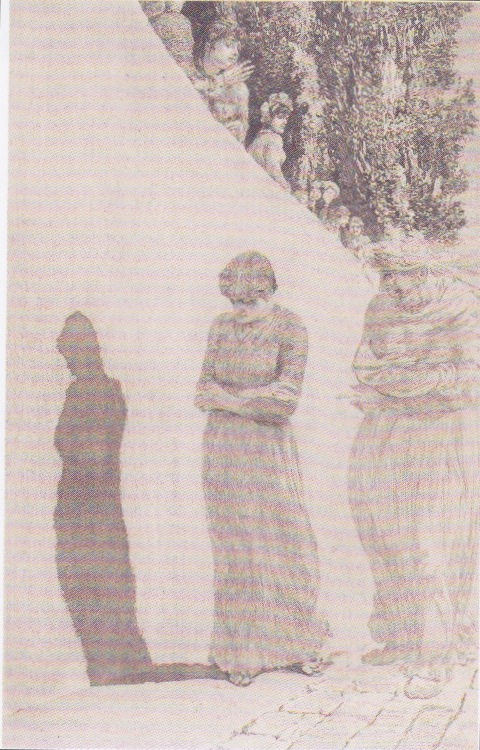
Ганьба через небажану вагітність
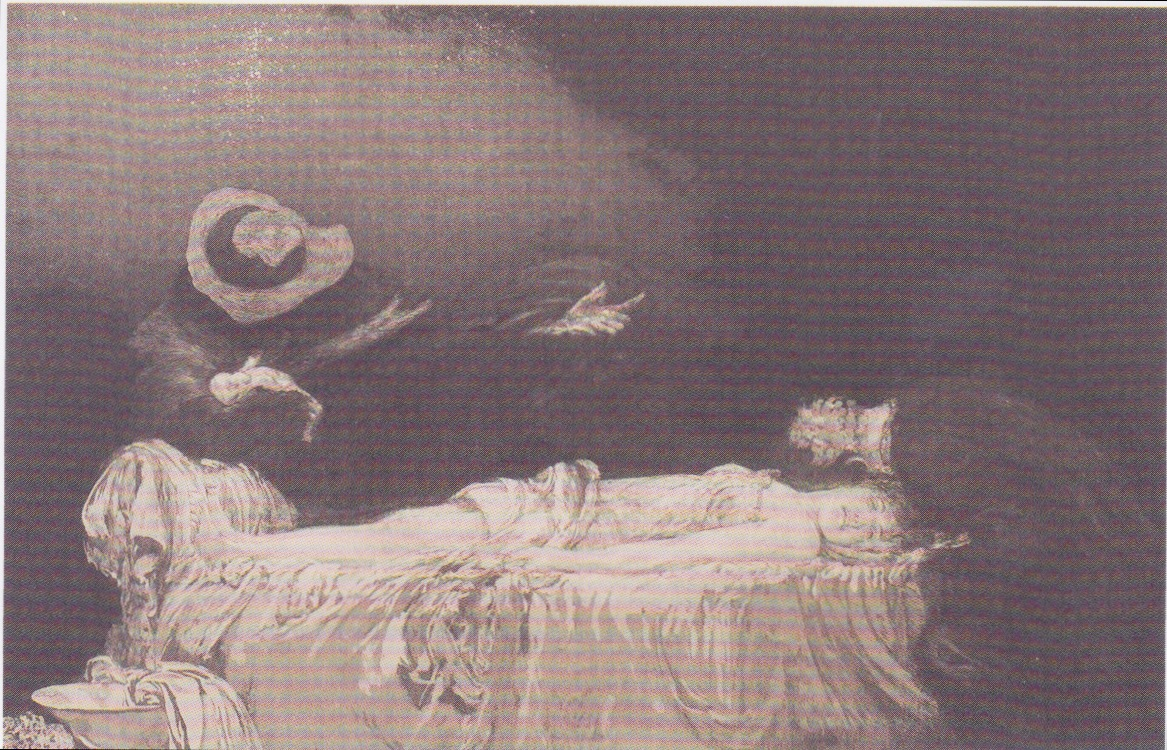
Смерть пані під час пологів

## Див. також

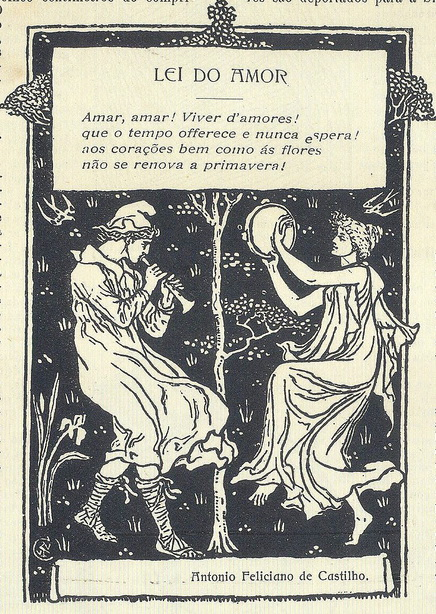
Антоніо Феліціано де Кастільйо, ілюстрація роботи португальського графіка з античною темою до пісні, 1913 р.